# Sōsa
Sōsa è una città giapponese della prefettura di Chiba.